# 타이치 키와코
타이치 키와코(Kiwako Taichi, 1943년 12월 2일 ~ 1992년 10월 13일)는 일본의 배우이다.
도쿄에서 태어났으며 시즈오카시에서 사망하였다. 사인은 교통사고이다.

## 영화
- 불의 축제 (1985년)
- 옥문도 (1977년)
- 남자는 괴로워 17 - 토라의 석양과 일출 (1976년) - 보탄 역
- 자금원 강탈 (1975년)
- 더 블랙 캣 프롬 더 그루브 (1968년)